# Jacob Ettlinger
Pour les articles homonymes, voir Ettlinger.
Jacob Ettlinger, né le 17 mars 1798 à Karlsruhe (Margraviat de Bade) et mort le 7 décembre 1871 à Altona (Province du Schleswig-Holstein) est un rabbin allemand, un des leaders du Judaïsme orthodoxe. Il est connu aussi comme le Aruch la-Ner (hébreu : ערוך לנר), d'après le titre de son important ouvrage.

## Biographie
Jacob Ettlinger est né le 17 mars 1798 à Karlsruhe, dans le Bade-Wurtemberg, Allemagne. Il est le fils de Aron Mayer Ettlinger et de Rechel Ettlinger .
Aron Mayer Ettlinger (1769-1849) et Rechel (Regina) Ettlinger (1773-1838) ont 16 enfants à part Jacob Ettlinger.
Il a pour gendre Solomon Cohn (1822-1902) professeur d'Homélie synagogale au Séminaire rabbinique Hildesheimer de Berlin.

## Études
Jacob Ettlinger étudie avec son père, rabbin d'une petite synagogue à Karlsruhe. Il étudie ensuite avec le rabbin de Karlsruhe, le rabbin Asher Wallerstein, fils du Shaagas Aryeh, le rabbin Abraham Bing et le rabbin Wolf Hamburger.
Il est un des premiers Juifs admis à l'université de Wurtzbourg. Il quitte l'université à la suite d'une éruption d'antisémitisme.

## Œuvres
- Bikkurei Yaakov (ביכורי יעקב), sur les lois de Souccot, Altona, 1836 (2e éd. avec l'addition de Tosefot Bikkurim, incluant les gloses d'Akiva Eiger et de Seligmann Bär Bamberger, Altona, 1858)
- Aruch la-Ner (ערוך לנר), gloses sur différents traités du Talmud (Yevamot, Altona, 1850 ; Makkot et Keritot, Altona, 1855 ; Soukka, Altona, 1858 ; Niddah, Altona, 1864 ; Roch Hachana  et Sanhedrin, Varsovie, 1873)
- Binyan Tziyon (בנין ציון), Responsa, Altona, 1868.
- She'elot u-Teshuvot Binyan Tziyon ha-Chadashot, Vilnius, 1874.
- Minchat Ani (מנחת עני), homélies, Altona, 1874.